# Хурадо, Кэти
Кэти Хурадо (исп. Katy Jurado; при рождении Мария Кристина Эстела Марсела Хурадо Гарсия, исп. María Cristina Estela Marcela Jurado García; 16 января 1924 — 5 июля 2002) — мексиканская актриса, первая латиноамериканка, получившая номинацию на премию «Оскар» (1955), и ставшая лауреатом премии «Золотой глобус».

## Биография
Будущая актриса родилась в мексиканском городке Гвадалахара в семье, сочетавшей андалузскую аристократическую кровь с цыганской. Свою актёрскую карьеру начала после развода с первым мужем, в 1950-е годы в Голливуде, а позже вернулась в Мексику, где продолжила сниматься в кино.
Слава к ней пришла после выхода мексиканского фильма «Мы бедные». В 1954 году за фильм «Сломанное копье» она была номинирована на «Оскар», став при этом первой латиноамериканской актрисой выдвинутой на эту премию. До 2003 года, когда Сальма Хайек была номинирована на «Оскар» как лучшая актриса, Кэти Хурадо была единственной мексиканской актрисой, претендовавшей на премию. Позже, в 2007 году, Адриана Барраса также была номинирована на эту премию.
В знаменитом вестерне «Ровно в полдень» смуглая брюнетка Хурадо сыграла Элен Рамирес, став антагонисткой белоснежной Грейс Келли и получив «Золотой глобус» за лучшую роль второго плана.
Кэти Хурадо — обладательница звезды на голливудской «Аллее славы» (7065, Голливудский бульвар) за вклад в кино. Этой награды актриса была удостоена вместе с другими деятелями кино на 75-й церемонии вручения премии «Оскар».
В 1953 году Хурадо была запечатлена на портрете мексиканского художника Диего Риверы. В 1998 году известный мексиканский композитор и певец Хуан Габриэль посвятил Кэти Хурадо песню Que re’chula is Katy. Актрисе был посвящен Google Doodle 16 января 2018 года.
Актриса дважды была замужем. От первого мужа, мексиканского актёра Виктора Веласкеса, у неё было двое детей (развод в 1943 году). Её вторым мужем был актёр Эрнест Боргайн (1959—1963).
Кэти Хурадо умерла в 2002 году возрасте 78 лет от почечной недостаточности и лёгочной болезни у себя дома в Куэрнавака, Мексика.

## Избранная фильмография
| Год       |   | Русское название        | Оригинальное название       | Роль             |
| --------- | - | ----------------------- | --------------------------- | ---------------- |
| 1952      | ф | Ровно в полдень         | High Noon                   | Хелен Рамирес    |
| 1953      | ф | Зверь                   | El bruto                    | Палома           |
| 1954      | ф | Сломанное копьё         | Broken Lance                | сеньора Деверо   |
| 1956      | ф | Трапеция                | Trapeze                     | Роза О’Флинн     |
| 1960      | с | Человек с запада        | The Westerner               | Карлотта         |
| 1961      | ф | Одноглазые валеты       | One-Eyed Jacks              | Мария Лонгворт   |
| 1961      | ф | Варавва                 | Barabba                     | Сара             |
| 1962      | с | Дни в Долине Смерти     | Death Valley Days           | Ла Тулес         |
| 1968      | ф | Вали отсюда, Джо        | Stay Away, Joe              | Энни Лайтклауд   |
| 1973      | ф | Пэт Гэрретт и Билли Кид | Pat Garrett & Billy The Kid | миссис Бейкер    |
| 1977      | с | Баретта                 | Baretta                     | Роза Канзон      |
| 1979      | с | Непридуманные истории   | Tales of the Unexpected     | женщина          |
| 1984      | ф | У подножия вулкана      | Under the Volcano           | сеньора Григория |
| 1996—1997 | с | Мне не жить без тебя    | Te sigo amando              | Хустина          |
| 1998      | ф | Страна холмов и долин   | The Hi-Lo Country           | Мееса            |

## Награды и номинации
| Награда        | Год  | Категория                                      | Название работы | Результат |
| -------------- | ---- | ---------------------------------------------- | --------------- | --------- |
| Оскар          | 1955 | Лучшая женская роль второго плана              | Сломанное копьё | Победа    |
| Золотой глобус | 1953 | Лучший дебют актрисы                           | Ровно в полдень | Номинация |
| Золотой глобус | 1953 | Лучшая женская роль второго плана в кинофильме | Ровно в полдень | Победа    |